# 固厢乡
固厢乡，是中华人民共和国河南省漯河市临颍县下辖的一个乡镇级行政单位。

## 行政区划
固厢乡下辖以下地区：
固厢村、四村、大屈村、小屈村、金仝村、大田村、阳午村、岗东村、小师村、下坡村和城顶村。